# Copa Sol, Fútbol y Turismo
La Copa Sol, Fútbol y Turismo o Torneo Sol y Turismo 1971 fue un torneo internacional amistoso disputado en Argentina.
Tuvo dos sedes fijas: San Miguel de Tucumán y Salta. Contó con un total de 8 equipos participantes: Atlético Tucumán, San Martín de Tucumán, Racing Club, Cruzeiro, Boca Juniors, Juventud Antoniana, Central Norte y Botafogo (RP).

## Forma de disputa
Se dividió en 2 grupos, uno con sede en Tucumán, integrado por Atlético Tucumán, San Martín de Tucumán, Racing Club y Cruzeiro. El grupo con sede en Salta, estuvo conformado por Boca Juniors, Juventud Antoniana, Central Norte y Botafogo (RP). El ganador de cada grupo se clasificó a la final, ida y vuelta, para definir al campeón. 

## Tabla de posiciones final

### Grupo Tucumán
| Equipo                | Pts | PJ | PG | PE | PP | GF | GC | Dif |
| --------------------- | --- | -- | -- | -- | -- | -- | -- | --- |
| Atlético Tucumán      | 5   | 3  | 2  | 1  | 0  | 4  | 2  | +2  |
| San Martín de Tucumán | 3   | 3  | 1  | 1  | 1  | 3  | 3  | 0   |
| Cruzeiro              | 2   | 3  | 1  | 0  | 2  | 3  | 4  | -1  |
| Racing                | 2   | 3  | 0  | 2  | 1  | 2  | 3  | -1  |

|  | Clasificado a la final. |

### Grupo Salta
| Equipo             | Pts | PJ | PG | PE | PP | GF | GC | Dif |
| ------------------ | --- | -- | -- | -- | -- | -- | -- | --- |
| Botafogo (RP)      | 6   | 3  | 3  | 0  | 0  | 10 | 6  | +4  |
| Boca Juniors       | 4   | 3  | 2  | 0  | 1  | 7  | 7  | 0   |
| Central Norte      | 2   | 3  | 1  | 0  | 2  | 5  | 4  | +1  |
| Juventud Antoniana | 0   | 3  | 0  | 0  | 3  | 3  | 8  | -5  |

|  | Clasificado a la final. |

## Partidos

### Grupo Tucumán
| 30 de junio de 1971 | Atlético Tucumán | 2 - 2 | Racing Club | Estadio Monumental José Fierro, San Miguel de Tucumán |                      |
|                     | Ruiz; M.Sosa, C.Borges, J.Hoyos, J.C.Castro; C.Somoza, Espada (M.A.Cancilleri), M.Espeche; J.Cuellar, M. Santillán (Villafañe), Ferrero. · 4' Ferrero 65' Espada |       | Oriolo; Wolff, Paolino, Chabay, R.Díaz; Rocchia, Squeo (Rizzo), Benítez; Lamelza, Adorno, Del Río. · 29' Del Río 57' Lamezla | Árbitro(s): A. Mateo                                  | Árbitro(s): A. Mateo |

| 3 de julio de 1971 | San Martín de Tucumán | 0 - 0 | Racing Club |                       |  |
|                    |                       |       |             | Árbitro(s): Sin datos |  |

| 4 de julio de 1971 | Atlético Tucumán | 1 - 0 | Cruzeiro | Estadio Monumental José Fierro, San Miguel de Tucumán |                         |
|                    | Ruiz; M.Sosa, C.Borges, J.Hoyos, J.C.Castro; C.Somoza, Espada, M.Espeche; Cuellar, M. Santillán (Villafañe), Ferrero (Piazza). · 9' Espada |       | Raul (Hellio); R.Perfumo, Miró, Pedro Paulo, Heriberto; Geraldo, Natal, Ze Carlos; João Ribeiro (Palinha), Toninho (Lauro), Lima. | Árbitro(s): M. Comesaña                               | Árbitro(s): M. Comesaña |

| 7 de julio de 1971 | Racing Club | 0 - 1 | Cruzeiro |                       |  |
|                    |             |       |          | Árbitro(s): Sin datos |  |

| 9 de julio de 1971 | San Martín de Tucumán | 3 - 2 | Cruzeiro |                       |  |
|                    |                       |       |          | Árbitro(s): Sin datos |  |

| 11 de julio de 1971 | Atlético Tucumán | 1 - 0 | San Martín de Tucumán | Estadio Monumental José Fierro, San Miguel de Tucumán |                             |
|                     | Ruiz; M.Sosa, J.Castro, C.Borges, Espada (Piazza); M.Hoyos, J. Cuellar; C.Somoza, M.Espeche, Ferrero (M.A.Cancillieri), M. Santillán · '41 M. Santillán |       | F.Rodríguez Ponce; M.Luna, C.Lizondo, J.Arias, M.Ferreyra (J.Blasco); C.Acosta, V.Pereira, M.Teijón (R.Gómez); M.A.Sánchez, L.Ponce, R.Argañaráz.2 | Árbitro(s): J. C. Rodríguez                           | Árbitro(s): J. C. Rodríguez |

### Grupo Salta
| 30 de junio de 1971 | Central Norte | 0 - 1 | Boca Juniors |                       |  |
|                     |               |       |              | Árbitro(s): Sin datos |  |

| 3 de julio de 1971 | Central Norte | 2 - 3 | Botafogo (RP) |                       |  |
|                    |               |       |               | Árbitro(s): Sin datos |  |

| 4 de julio de 1971 | Juventud Antoniana | 2 - 3 | Boca Juniors |                       |  |
|                    |                    |       |              | Árbitro(s): Sin datos |  |

| 7 de julio de 1971 | Juventud Antoniana | 1 - 2 | Botafogo (RP) |                       |  |
|                    |                    |       |               | Árbitro(s): Sin datos |  |

| 10 de julio de 1971 | Central Norte | 3 - 0 | Juventud Antoniana |                       |  |
|                     |               |       |                    | Árbitro(s): Sin datos |  |

| 11 de julio de 1971 | Boca Juniors | 3 - 5 | Botafogo (RP) |                       |  |
|                     |              |       |               | Árbitro(s): Sin datos |  |

## Fase final

### Final
|  | Final            |   |       |  |
|  | 14 y 19 de julio |   |       |  |
|  |                  |   |       |  |
|  | Atlético Tucumán | 1 | 3 (4) |  |
|  | Atlético Tucumán | 1 | 3 (4) |  |
|  | Botafogo (RP)    | 2 | 0 (5) |  |
|  | Botafogo (RP)    | 2 | 0 (5) |  |

| São Paulo             |
| Campeón Botafogo (RP) |
|                       |

### Tercer puesto
| 15 de julio de 1971 | San Martín de Tucumán | 1 - 4 | Boca Juniors |                       |  |
|                     |                       |       |              | Árbitro(s): Sin datos |  |